# Aspergillus rhizopodus
Aspergillus rhizopodus är en svampart som beskrevs av J.N. Rai, Wadhwani & S.C. Agarwal 1975. Aspergillus rhizopodus ingår i släktet Aspergillus och familjen Trichocomaceae.   Inga underarter finns listade i Catalogue of Life.